# Pollex flexus congenitus
Bei Kleinkindern kommt eine angeborene Variante des schnellenden Finger am Daumen vor, die Pollex flexus congenitus (angeborener gekrümmter Daumen) genannt wird.
Bei dieser steht der Daumen am Endglied in Beugestellung und kann aktiv nicht gestreckt werden.
Diese Veränderung ist angeboren, fällt aber in der Regel erst nach mehreren Wochen, Monaten oder später auf.
Die Ursache liegt in einer Störung des Durchlaufes der Beugesehne durch die Ringbänder, welche die Sehne vor Ort halten. In der Sehne findet sich eine knotige Verdickung, so dass ein Gleiten nicht mehr möglich ist. An der Beugeseite im Grundgelenk kann eine entsprechende Gewebsverdickung tastbar sein, sogenannter "Notta'scher Knoten".
Die Behandlung besteht in der Durchtrennung des blockierenden Ringbandes in den ersten Lebensjahren.